# Aleksander Arkuszyński
Aleksander Arkuszyński ps. Maj (ur. 27 lutego 1918 w Dąbrowie nad Czarną, zm. 1 kwietnia 2016 w Ksawerowie) – generał brygady Wojska Polskiego, kawaler Orderu Virtuti Militari, odznaczony dwukrotnie Krzyżem Walecznych. Autor książki „Przeciw dwóm wrogom” opisującej dzieje AK i ROAK na terenie swego rejonu.

## Życiorys
Absolwent I Liceum Ogólnokształcącego im. Bolesława Chrobrego w Piotrkowie Trybunalskim. Jako dowódca drużyny 18 pułku piechoty walczył w kampanii wrześniowej. Dostał się do niewoli niemieckiej, z której uciekł i wrócił do domu. Od połowy lutego 1944 pełnił funkcję dowódcy partyzanckiego oddziału „Grom”. W lipcu 1944 w ramach akcji „Burza” został wcielony ze swym oddziałem do 25 pp AK, gdzie został dowódcą plutonu. Był uczestnikiem wielu starć z wrogiem m.in. na Krzyżówkach pod Kawęczynem i Diablej Górze, w Goleszach, Polichnie, Brzustowie, Dąbrówce, Trzech Morgach, Klementynowie, Moszczenicy, Ręcznie, Mierzynie, Małych Końskich, Srocku, Rozprzy, Ojrzeniu, Petrykozach, gajówce Gazomka i Zieleń, Rożenku, Jaworze, Stefanowie, Jastrzębiu. 11 czerwca 1945 na rozkaz majora Adama Trybusa wziął udział w uderzeniu na areszt Urzędu Bezpieczeństwa Publicznego przy ulicy Wandy Wasilewskiej w Pabianicach, podczas którego uwalniono przetrzymywanych tam byłych żołnierzy AK.  W sierpniu 1945 ujawnił się i powrócił do nauki. W 1949 został aresztowany i osądzony pod fałszywymi zarzutami. Po blisko 3-letnim śledztwie Wojewódzki Sąd w Łodzi uniewinnił go.
Po ukończeniu studiów z dyplomem inżyniera chemii spożywczej, ciągle nagabywany przez służbę bezpieczeństwa, osiadł w końcu w Ksawerowie, gdzie kierował spółdzielnią przetwórstwa warzyw i owoców.
24 kwietnia 2008 Prezydent RP Lech Kaczyński awansował go do stopnia generała brygady.
W 2013 w uznaniu wybitnych zasług w pielęgnowaniu pamięci o najnowszej historii Polski, za upowszechnianie wiedzy o działalności Polskiego Państwa Podziemnego w związku z Narodowym Dniem Pamięci „Żołnierzy Wyklętych” został przez prezydenta Bronisława Komorowskiego odznaczony Krzyżem Komandorskim Orderu Odrodzenia Polski. W 2017 został laureatem nagrody honorowej „Świadek Historii” przyznanej przez Instytut Pamięci Narodowej.
Jest honorowym obywatelem Piotrkowa Trybunalskiego i Pabianic.
Zmarł 1 kwietnia 2016 w Ksawerowie w wieku 98 lat.